# شهرداری بلوک
شهرداری بلوک (به لاتین: Municipality of Bloke) یک منطقهٔ مسکونی در اسلوونی است که در اسلوونی واقع شده‌است. شهرداری بلوک ۷۵٫۱ کیلومتر مربع مساحت و ۱٬۵۷۸ نفر جمعیت دارد.